# پوسترلموو
پوسترلموو (به چکی: Postřelmov) یک منطقهٔ مسکونی در جمهوری چک است که در ناحیه شومپرک واقع شده‌است. پوسترلموو ۹٫۵۴ کیلومتر مربع مساحت و ۳٬۲۷۶ نفر جمعیت دارد و ۲۸۴ متر بالاتر از سطح دریا واقع شده‌است.